# Bao-Bab, czyli zielono mi
Bao-Bab, czyli zielono mi – polski telewizyjny serial komediowy w reżyserii Jana Kidawy-Błońskiego oraz Krzysztofa Langa, produkowany przez Agencję Filmową dla TVP1, emitowany w piątki o 20.15 od 14 marca 2003 do 13 czerwca 2003. Serial opowiada o perypetiach pierwszego żeńskiego oddziału w polskim wojsku.
Akcja rozgrywa się w jednostce wojskowej w G. Pełna nazwa miejscowości nie jest znana, ale w odcinku nr 5 pada nazwa pobliskiej (fikcyjnej) wsi „Grządki Wielkie”, co stanowi pewną wskazówkę dotyczącą lokalizacji.

## Fabuła
Akcja serialu rozgrywa się w zagrożonej likwidacją, starej jednostce wojskowej gdzieś na wschodnich peryferiach Polski. Dowództwo jednostki składa się z pułkownika Mariana Kucejki, księdza kapelana porucznika Jędrzeja Brzęczyka, chorążego Zdzisława Snopka i kucharza-sierżanta Makuły. Niczym niezmąconą, senną atmosferę panującą w jednostce, burzy inspekcja przeprowadzona przez generała dywizji Mamonia ze Sztabu Głównego Wojska Polskiego w Warszawie. Rozpoczyna się bitwa o stworzenie pozoru porządku w jednostce. Plany niweczy jednak seria drobnych wypadków (zamknięty szlaban przy wartowni, rosół z proszkiem do prania, awaria instalacji hydraulicznej). Po odkryciu mistyfikacji związanej z awarią toalet, doprowadzony do ostateczności generał dywizji Mamoń niespodziewanie mianuje kucharza-sierżanta Makułę dowódcą jednostki specjalnej NATO. Do jednostki przyjeżdża autobus Autosan H9, z którego wysiada 6 poborowych... dziewcząt. Z czasem do jednostki z dłuższą wizytą przybywa pułkownik Carol Kowalsky z United States Army. Podjęta przez nią próba dostosowania wiekowej i konserwatywnej jednostki do współczesnych standardów spotyka się z poparciem ze strony kobiet-żołnierek i  sierżanta Makuły. Pozostali członkowie dowództwa stawiają jednak czynny opór reformom.

## Obsada

### Role główne
- pułkownik mgr Marian Kucejko (Marian Glinka) – głównodowodzący jednostki w G. Postać pewna siebie, charyzmatyczna, autorytarna i impulsywna. Żonaty z Hanną, której nie dotrzymuje wierności, umawiając się w mieście na spotkania z inną kobietą. Nie stroni od alkoholu, nawet w czasie pełnienia obowiązków służbowych. Ulubione zajęcia to kolekcjonowanie krasnali ogrodowych i gra w brydża. Jego prawą ręką w jednostce i nieformalnym sekretarzem jest sierżant Makuła. Brał udział w manewrach wojskowych „Odra-Nysa”, „Sojuz” i „Tarcza”.
- porucznik kapelan Jędrzej Brzęczyk (Piotr Polk) – kapelan jednostki w G., powiernik tajemnic żołnierzy i ich doradca. Spokojny, bogobojny i miłosierny, lecz jednocześnie stanowczy i uparty. Okazjonalnie wciela się w rolę kapelmistrza (odc. 1), konferansjera (odc. 2) czy wodzireja (odc. 8). Nieustannie pracuje nad scenariuszami nowych wydarzeń kulturalnych.
- chorąży Zdzisław Snopek (Tadeusz Chudecki) – narcystyczny, porywczy i gwałtowny żołnierz, kwatermistrz jednostki, nemesis sierżanta Makuły, niedoszły komandos. Choć ma o sobie bardzo wysokie mniemanie, to zachowuje się w sposób nieprzystający do etyki żołnierskiej. Knuje intrygi przeciwko sierżantowi Makule, wykorzystuje i obraża swojego podwładnego, starszego szeregowego Pilaszkę. Wysławiając się popełnia liczne błędy językowe („dyrygentować” zamiast „dyrygować”, „fauna i chlora” zamiast „fauna i flora”, potrzeby „fizjonomiczne” zamiast „fizjologiczne”). Wobec kobiet zachowuje się wysoce niekulturalnie. W jednym odcinku doprowadził do dewastacji budynku koszarowego poprzez wystrzelenie naboju hukowego.
- sierżant Makuła (Mirosław Baka) – kucharz i jednocześnie dowódca pierwszego żeńskiego oddziału w historii polskiej wojskowości. Mimo tego, że od lat służy w wojsku, zachował takie cechy jak wstydliwość, lękliwość i wrażliwość. Sierżant Makuła to maminsynek i pantoflarz o gołębim sercu, który nie potrafi skrzywdzić żadnego stworzenia, nawet w celu przygotowania posiłku. Choć jest niepozorny, to potrafi sprzeciwić się chorążemu Zdzisławowi Snopkowi. Jako jedyny w jednostce rozumie delikatną naturę kobiet–żołnierek i wstawia się za nimi przed swoimi przełożonymi. Ma słabość do pułkownik Carol Kowalsky, której wyznał nawet miłość podczas gdy znajdował się pod wpływem działania gazu anarchizującego (odc. 9).
- pułkownik Carol Kowalsky (Katarzyna Skrzynecka) – pułkownik United States Army wizytująca jednostkę w G. Jest polskiego pochodzenia, urodziła się w Chicago. Próbuje zreformować jednostkę w G., zaczynając od kuchni, a na kulturze osobistej dowództwa kończąc. Wskutek szantażu wycofuje się z reform i ogranicza się do szkolenia kobiet-żołnierek. Ściśle przestrzega regulaminu NATO i jest oburzona zwyczajami panującymi w jednostce. Obok sierżanta Makuły jest jedyną postacią, która opowiada się po stronie poborowych dziewcząt.
- starszy szeregowy Pilaszko (Tomasz Karolak) – niezbyt rozgarnięty i niezbyt inteligentny żołnierz, prawa ręka chorążego Zdzisława Snopka. Pełni w jednostce funkcje porządkowe, wzywając żołnierzy do udania się do łaźni, ogłaszając capstrzyk, myjąc korytarze. Niekiedy stoi na warcie. Często pełni także rolę chłopca na posyłki dla chorążego Zdzisława Snopka. Choć jest jedynie starszym szeregowym, to nieformalnie jest też członkiem dowództwa, biorąc udział w ważnych naradach. Uczuciowo związany z Kluseczką, dziewczyną z Pułtuska. W odc. 11 omyłkowo bierze pana Zenona Kowalskiego za kosmitę, wszczynając alarm w jednostce i stawiając w stan gotowości nie tylko dowództwo, ale też komandosów z NATO.

### Role drugoplanowe
- generał dywizji Mamoń (Krzysztof Kowalewski) – generał dywizji ze Sztabu Głównego Wojska Polskiego w Warszawie, kolega z wojska pułkownika Mariana Kucejki. Protekcjonalny, zarozumiały, ordynarny, gburowaty i bezkompromisowy służbista, mający jednak poczucie humoru. Licząc na niepowodzenie projektu pierwszego żeńskiego oddziału w polskim wojsku, podejmuje decyzję o skierowaniu kobiet-żołnierek do podupadłej prowincjonalnej jednostki w G.
- sierżant Johny Oware (Daniel Oware) – sierżant z United States Army, który razem z pułkownik Carol Kowalsky wizytuje jednostkę w G. Początkowo posługuje się wyłącznie językiem angielskim, z czasem jednak przyswaja sobie także polskie słownictwo. Przy okazji pobytu w Polsce próbuje znaleźć sobie żonę.
- hydraulik Wiesław Danielak (Wiktor Zborowski) – konserwator zatrudniony w jednostce, specjalizujący się w naprawach instalacji wodno-kanalizacyjnych. Określa siebie jako człowieka z wrodzoną inteligencją, zwaną dawniej instynktem robotniczym. Choć jest tylko cywilem, to zna tajemnice wojskowe dowództwa i niekiedy nawet pełni rolę doradcy. Podobnie jak pułkownik Marian Kucejko nie stroni od alkoholu. Produkuje bimber w piwnicach jednostki, korzystając z aparatury własnego pomysłu. W odc. 11 porywają go kosmici.
- Zenon Kowalski (Stanisław Jaskułka) – mieszkaniec wsi Grządki Wielkie zlokalizowanej gdzieś obok jednostki, stryjeczny brat pułkownik Carol Kowalsky.
- plutonowy „Baran” (Grzegorz Sierzputowski) – plutonowy pełniący różne funkcje, takie jak kierowca czy wartownik. Przezwany przez pułkownika „baranem”, gdyż nie potrafił zrozumieć znaczenia słowa „alternatywny”.

### Role gościnne
W rolach epizodycznych wystąpili m.in.: Wojciech Malajkat (plutonowy Józef Wypchło), Ryszard Kotys (pułkownik Baba), Zbigniew Zamachowski (bosman Tomasz Cumel), Andrzej Grabowski (Edward Wyspiański), Paweł Deląg (kapitan Maks Kolanko), Marcin Kobierski i Krzysztof Prałat (narzeczeni szeregowej Bjuti), Peter Estes (dowódca komandosów), Dariusz Dobkowski (kapral), Paweł Burczyk (porucznik).
| Aktor                | Rola                                  |
| -------------------- | ------------------------------------- |
| Krzysztof Kowalewski | generał dywizji Mamoń                 |
| Marian Glinka        | pułkownik mgr Marian Kucejko          |
| Katarzyna Skrzynecka | colonel Carol Kowalsky                |
| Piotr Polk           | kapelan porucznik Jędrzej Brzęczyk    |
| Tadeusz Chudecki     | młodszy chorąży Zdzisław Snopek       |
| Mirosław Baka        | sierżant Makuła                       |
| Tomasz Karolak       | starszy szeregowy Pilaszko            |
| Anna Antonowicz      | szeregowa „Bąbel”                     |
| Patrycja Durska      | szeregowa                             |
| Anna Guzik           | szeregowa Marianna „Koniu” Wyspiańska |
| Magdalena Różczka    | szeregowa „Moro”                      |
| Małgorzata Socha     | szeregowa Izabela „Bjuti” Lisocka     |
| Wiktor Zborowski     | hydraulik Wiesio Danielak             |

## Spis odcinków
| Nr | Tytuł                      | Opis odcinka | Gościnnie wystąpili |
| -- | -------------------------- | --- | --- |
| 1  | Misja specjalna            | Jesień 2002 r. W przewidzianej do likwidacji prowincjonalnej jednostce wojskowej w G. życie toczy się powoli i bez większych stresów. Kwatermistrz, chorąży Zdzisław Snopek, jak zwykle gra w kantynie w lotki ze swoim ordynansem, starszyn szeregowym Pilaszką. Kucharz, sierżant Makuła, gania kurę, z której ma ugotować rosół dla dowódcy jednostki, pułkownika Mariana Kucejki. Reszta żołnierzy snuje się bez celu po koszarach. Senną atmosferę mąci wiadomość o rychłej inspekcji, którą ma przeprowadzić generał dywizji Mamoń ze Sztabu Głównego. Na jednostkę pada blady strach zwłaszcza, że stan higieniczny koszar pozostawia wiele do życzenia. Pułkownik Marian Kucejko zarządza natychmiastową mobilizację. Zanim na teren koszar wkroczy znany z surowości generał dywizji Mamoń, żołnierze i oficerowie mają stworzyć iluzoryczne wrażenie porządku i ładu. Kiedy wydaje się, że akcja zakończy się sukcesem, dochodzi do katastrofy, która odsłania mistyfikację. Ku zaskoczeniu wszystkich, na jednostkę zamiast kary spada jednak zaszczyt. Generał dywizji Mamoń mianuje bowiem sierżanta Makułę dowódcą oddziału specjalnego NATO, który niebawem ma się zjawić w koszarach. Przejęty pułkownik postanawia z pompą przywitać gości. Kapelan przygotowuje na ich cześć specjalny program. Wreszcie zajeżdża długo oczekiwany autokar, z którego wysypuje się grupka... dziewcząt. | Dariusz Dobkowski, Krzysztof Kowalewski                                                                                               |
| 2  | Za mundurem chłopy sznurem | Pojawienie się kobiet w koszarach budzi wśród żołnierzy niezdrową sensację. Chorąży Zdzisław Snopek, zazdrosny o splendor, który spadł na sierżanta Makułę, jego zdaniem kompletnego nieudacznika, śledzi każdy ruch wykonywany przez kucharza. Szuka okazji do przejęcia dowództwa nad oddziałem kobiecym. Uknuta przez niego intryga doprowadza w końcu do bezpośredniej konfrontacji z sierżantem Makułą. Ostateczne rozstrzygnięcie zatargu ma nastąpić w pojedynku. Zwycięsko wychodzi z niego sierżant Makuła. Pałający żądzą zemsty chorąży nie daje jednak łatwo za wygraną. Postanawia skompromitować przeciwnika przy pomocy lokalnej prasy. | Arkadiusz Detmer, Cezary Jankowski, Piotr Miazga, Grzegorz Sierzputowski, Karol Stępkowski                                            |
| 3  | Alert                      | Generał dywizji Mamoń i jego adiutant, porucznik Gaz, wyruszają na nocną kontrolę do jednostki w G. Celowo uprzedzają o tym zainteresowanych, z doświadczenia wiedzą o tym, że doprowadzi to do jeszcze większego chaosu. Zapominają jednak o tym, że jednostka w G. jest położona daleko, dojeżdżają tam więc dopiero nad ranem. Tymczasem sierżant Makuła, który ma pełnić nocny dyżur w jednostce, zażywa dwie niezwykle skuteczne tabletki nasenne. Wystraszone dziewczyny, w pełnym rynsztunku wybiegają z koszar niosąc śpiącego sierżanta po to, aby go dobrze ukryć. Chorąży Zdzisław Snopek sądzi, że dziewczyny chcą uciec z jednostki i razem z męską drużyną rusza za nimi w pogoń. Po całonocnej gonitwie obie drużyny zasypiają pokotem na korytarzu. I wtedy właśnie do jednostki dociera generał w celu przeprowadzenia kontroli. | Paweł Burczyk, Krzysztof Kowalewski                                                                                                   |
| 4  | Bunt                       | Złe warunki socjalne w koszarach, całkowicie nieprzystosowanych dla kobiet oraz bezmyślne ćwiczenia prowadzone przez chorążego Zdzisława Snopka doprowadzają do buntu żeńskiej drużyny. Bunt, któremu przewodzi jedna z poborowych o przezwisku Jajco rozpoczyna się od odcięcia wody w jednostce. Zamknięte w łaźni poborowe wysuwają swoje żądania. Kapelan porucznik Jędrzej Brzęczyk i sierżant Makuła są wobec buntu kobiet bezradni. Do akcji postanawia wkroczyć chorąży Zdzisław Snopek. Próba siłowego rozwiązania kończy się jednak fiaskiem. Kobiety, sobie tylko znanymi sposobami, doprowadzają kadrę dowódczą jednostki do uległości. Bunt kończy się ugodą, z której kobiety wychodzą zwycięsko. | |
| 5  | Colonel                    | Pułkownik Marian Kucejko dowiaduje się o przyjeździe do jednostki „wtyczki” z NATO, oficera United States Army, pułkownika Kowalsky'ego. Pułkownik Marian Kucejko upatruje w przybyszu poważnego rywala, dlatego postanawia go rozpracować, przygotować pułapkę i wyeliminować. Informacje o colonelu Kowalskym zdobywa szeregowa Bąbel włamując się do serwerów NATO. Dziewczyny wiele sobie obiecują po przyjeździe przystojnego pułkownika. Wysyłają do niego e-mail ostrzegając go przed knowaniami dowódcy jednostki. Tymczasem pułkownik Marian Kucejko przygotowuje swój plan skompromitowania rywala. Kiedy wszystko jest już gotowe, do jednostki przyjeżdża pułkownik Carol Kowalsky. Jest nim... piękna kobieta. Pani Colonel, specjalista do spraw służby kobiet, ma zostać w jednostce na dłużej. | Stanisław Jaskułka, Daniel Oware |
| 6  | Colonizacja                | Colonel Carol Kowalsky od pierwszego dnia pobytu w jednostce zaczyna walkę ze starymi zwyczajami wojskowymi. Wywołuje to oburzenie zawodowej kadry. Doprowadzony do ostateczności pułkownik Marian Kucejko pyta Carol o to, jak długo zamierza ona zostać w jednostce. Odpowiedź jest druzgocąca – co najmniej 2 lata. Kadra zawodowa postanawia za wszelką cenę przywrócić stare porządki. Hydraulik Wiesio wpada na pomysł, aby skompromitować Carol robiąc jej zdjęcie ze starszym szeregowym Pilaszką, przebranym w kostium do miłosnych igraszek. Spiskowcy łamią jednak klucz w zamku. Wracająca z kąpieli Carol nie może się dostać do swojego pokoju, idzie więc do pokoju sierżanta Makuły. Członkowie kadry wpadają za nią i robią obojgu zdjęcia. Przyparta do muru Carol obiecuje złagodzić swoje rządy. | Wojciech Malajkat, Daniel Oware |
| 7  | Wojna płci                 | Colonel Carol Kowalsky obiecuje męskiej kadrze to, że będzie przede wszystkim zajmowała się wychowaniem kobiety-żołnierza. Spokój trwa jednak krótko. Kobiece rządy stają się coraz silniejsze, konsekwentnie uszczuplając przywileje mężczyzn. Wtedy starszy szeregowy Pilaszko przypomina sobie o słynnym uwodzicielu, bosmanie Tomaszu Cumelu, któremu nie oprze się żadna kobieta. Członkowie kadry postanawiają sprowadzić uwodziciela do jednostki po to, by ukrócić babskie rządy. Do jednostki samochodem marki Trabant przyjeżdża niepozorny człowieczek. Nie w nikczemnej posturze tkwi jednak uwodzicielska siła. Bosman Cumel z łatwością oczarowuje żeńską drużynę. Na koniec ma uwieść i zniewolić Colonel Carol Kowalsky. Sierżant Makuła krzyżuje jednak jego plany i zmusza go do ucieczki. | Zbigniew Zamachowski |
| 8  | Wesele                     | Do jednostki wojskowej w G. przyjeżdża Edward Wyspiański, ojciec szeregowej Marianny Wyspiańskiej noszącej przezwisko Koniu. Śnił mu się bociek kołujący nad chałupą, stało się więc dla niego oczywiste to, że odbywająca służbę wojskową córka jest w ciąży i trzeba ją jak najszybciej wydać za mąż. Uzbrojony w dubeltówkę mężczyzna wyruszył do jednostki w G. Na miejscu Edzio wespół z pułkownikiem Marianem Kucejką rozpoczynają śledztwo wśród żołnierzy, chcąc ustalić nazwisko "sprawcy". Podejrzenie pada na Bogu ducha winnego starszego szeregowego Pilaszkę, który zapewnia o tym, że kocha tylko swoją narzeczoną Kluseczkę. Ojciec poborowej, przekonany o słuszności wyboru, każe jednak rozpocząć przygotowania do wesela. Również koleżanki namawiają Koniu do tego, żeby wyszła za starszego szeregowego Pilaszkę, bo może się jej później inny narzeczony nie trafi. Zdesperowany starszy szeregowy Pilaszko wzywa na pomoc Kluseczkę, która przybywa ukochanemu z odsieczą. Wielką bitwę o starszego szeregowego Pilaszkę przerywa matka szeregowej Koniu, która również zjawia się w jednostce. Rozsądna niewiasta postanawia załatwić całą sprawę po swojemu. | Andrzej Grabowski, Cezary Jankowski, Daniel Oware, Katarzyna Radochońska, Grzegorz Sierzputowski, Karol Stępkowski, Grażyna Zielińska |
| 9  | Supersaper                 | Generał dywizji Mamoń wysyła do jednostki w G. zaufanego człowieka do zadań specjalnych - kapitana Maxa Kolonko zwanego Supersaperem. Ma on za zadanie przekonać poborowe do tego, że ich miejsce jest poza strukturami wojskowymi. Zaniedbywane przez sierżanta Makułę dziewczęta widzą jednak w przystojnym kapitanie swoją szansę. Pod nieobecność pułkownika Mariana Kucejki chorąży Zdzisław Snopek zakrada się do jego gabinetu i przymierza mundur przełożonego. W takim stroju zastaje go kapitan Max Kolonko i – biorąc chorążego Zdzisława Snopka za pułkownika Mariana Kucejkę – wyjawia mu, na czym ma polegać jego tajna misja. Rzekomy pułkownik proponuje to, aby kapitan wziął sobie do pomocy w realizacji tego arcyważnego zadania niezawodnego chorążego Zdzisława Snopka. Odsunięty od pracy ze swoim oddziałem sierżant Makuła przeżywa gorycz utraty autorytetu i podwładnych. Supersaper ujawnia tymczasem chorążemu Zdzisławowi Snopkowi to, że do wypełnienia swojej misji zamierza użyć specjalnego gazu, po którym wszyscy dostają szalonego ataku śmiechu i robią z siebie durniów. Nieświadom tych niecnych planów sierżant Makuła, podburzony przez kapelana porucznika Brzęczyka, postanawia odzyskać władzę nad swoim oddziałem. | Paweł Deląg, Daniel Oware, Grzegorz Sierzputowski, Łukasz Kurowski, Krzysztof Kowalewski                                              |
| 10 | Druga połowa               | Szeregowa Jajco stawia szeregowej Izabeli Bjuti Lisockiej pasjansa. Z kart wynika to, że lada chwila szeregowa Bjuti ujrzy swoją „drugą połowę”. Kiedy w sali pojawia się sierżant Makuła, poborowe zgodnie uznają to za spełnienie wróżby. Szeregowa Bjuti zaczyna darzyć „mężczyznę swego życia” tak wielką sympatią, że nieszczęsny sierżant nie potrafi pozbierać myśli. Pech chce, że chorąży Zdzisław Snopek i pułkownik Marian Kucejko, pod wpływem sugestii kapelana porucznika Brzęczyka, zaczynają podejrzewać to, iż sierżant Makuła okazuje wykraczające poza ramy regulaminu zainteresowanie swoimi podwładnymi i postanawiają go śledzić. Do koszar przybywa tymczasem młody cywil. Pragnie się widzieć z szeregową Bjuti, ale pełniący wartę starszy szeregowy Pilaszko nie chce go wpuścić. Zdeterminowany młodzian usiłuje dostać się na teren jednostki przez płot i uszkadza sobie prawą rękę. W takim stanie trafia przed oblicze sierżanta Makuły. Sierżant również, zasłaniając się przepisami, nie zezwala na widzenie z poborową, wyraża jedynie zgodę na przekazanie jej listu. Chłopak dyktuje mu miłosną wiadomość, ujawniając na końcu to, że adresatką jest... szeregowa Bjuti. Sierżant Makuła nie ma zamiaru pomagać rywalowi i postanawia zniszczyć list, a dziewczynie przedstawia dokładnie odwrotną jego wersję. Niestety, okazuje się, że chorąży Zdzisław Snopek wykradł prawdziwy list. | Marcin Kobierski, Krzysztof Prałat |
| 11 | Każdy ma swojego kosmitę   | Pełniący wartę starszy szeregowy Pilaszko doznaje szoku, widząc to, że do jednostki zbliża się dziwny stwór przypominający kosmitę. Widzą go również dwie poborowe. Ocuciwszy zemdlonego starszego szeregowego Pilaszkę, członkowie kadry oficerskiej postanawiają ruszyć przeciwko „najeźdźcom z kosmosu” i zaczynają się uzbrajać. W trakcie walki między chorążym Zdzisławem Snopkiem i kapelanem porucznikiem Brzęczykiem o broń pada kilka strzałów, które budzą ze snu panią colonel Carol Kowalsky. Ta zabrania atakować kosmitów, twierdząc, że to wywołałoby konflikt globalny, ale mężczyźni nie zważają na jej słowa i ruszają do ataku. Dołączają do nich poborowe uzbrojone w dezodoranty i lakiery do włosów. Obie grupy: damska i męska zamierzają osaczyć obcych, ale zamiast tego wpadają na siebie wzajemnie. Potyczkę przerywa colonel Carol Kowalsky, która wezwała na pomoc oddział komandosów z NATO. Niesubordynowani Polacy nie dają jednak za wygraną, chcąc koniecznie dopaść UFO. Podczas gdy żołnierze i „żołnierki” ścierają się z NATO-wskim oddziałem, pani pułkownik odkrywa to, kim faktycznie jest rzekomy kosmita. | Peter Estes, Stanisław Jaskułka |
| 12 | Punkt G                    | Pułkownik Marian Kucejko wymienia się ze swoim przyjacielem i zapalonym kolekcjonerem, pułkownikiem Babą, gipsowymi krasnalami. Pułkownik Marian Kucejko nie do końca wywiązuje się jednak z wcześniejszych umów i nie przywozi krasnala samicy. Na tym tle dochodzi do sprzeczki. Obaj wojskowi zakładają się o to, kto zwycięży podczas manewrów: oddział kobiecy z jednostki dowodzonej przez pułkownika Mariana Kucejkę czy dzielne berety dowodzone przez pułkownika Babę. Pułkownik Marian Kucejko, któremu bardzo zależy na wygraniu zakładu, powierza oczywiście przygotowanie dziewcząt sierżantowi Makule, temu jednak brakuje amunicji do ćwiczeń. Ponieważ pułkownik Marian Kucejko nie chce słuchać żadnych tłumaczeń i grozi rozwiązaniem oddziału. Szeregowa Bąbel wpada na pomysł, aby kupić od dawnych "sojuszników" seksbombę i za jej pomocą pokonać oddział beretów. Wprawdzie sprzedawcy zastrzegają się, że to nie całkiem taka bomba, jakiej chciały dziewczęta, ale zapewniają o tym, że będzie równie skuteczna. Na polu manewrowym żołnierze dowodzeni przez pułkownika Babę przyjmują wrogą postawę wobec przeciwniczek i odgrażają się tym, że "rozgniotą je na miazgę". Nie zważając na to, sierżant Makuła wyrusza wraz z dziewczętami do wyznaczonego punktu G, gdzie ma wziąć zakładnika - atrapę. Zbliżając się do oddziału beretów, szeregowa Bąbel rozpoznaje w jednym z żołnierzy swego dawnego ukochanego, Kazka - pierwszą, wielką miłość. Przejęta tym widokiem, wystrzeliwuje w kierunku uciekającego zakupioną wcześniej bombę. Bomba ta pozornie nie wyrządza żadnych szkód. Wkrótce jednak niespodziewanie rozpoczyna się atak lotniczy. Dowództwo powiadamia pułkowników o tym, że wywołali wojnę. Wystrzelona podczas manewrów bomba zniszczyła fale radiowe i zmieniła tor satelitów. | Ryszard Kotys, Szymon Łosiewicz, Robert Majewski, Eugeniusz Malinowski, Ilja Zmiejew                                                  |